# Traumatisk fødsel
En traumatisk fødsel er en fødsel der opleves traumatiserende for den kvinde der har født, hendes partner eller andre pårørende som har været med til fødslen. 
Når en fødsel er en traumatisk oplevelse vil det oftest have en negativ indvirkning på kvinden der har født, såvel som på barnet og kvindens partner. Et britisk studie peger på at op mod 30% af alle kvinder oplever fødslen af deres barn som traumatisk.
En traumatisk fødsel kan påvirke relationen mellem mor og barn og have en negativ indvirkning på parforholdet. Det kan skabe vedvarende psykiske følgevirkninger herunder PTSD, angst og depression. Det kan betyde at familien får færre børn end ellers.
Årsager til at kvinder får en traumatisk oplevelse i forbindelse med fødslen af deres barn kan være manglende støtte fra professionelle og omsorgspersoner under fødslen, akutte indgreb under fødslen, komplikationer efter fødslen herunder i relation til barnets velbefindende. Desuden er kvinder med psykisk sygdom i øget risiko for at opleve en fødsel som traumatiserende.
En traumatisk fødsel kan bearbejdes. Således er det væsentligt at søge professionel hjælp til at bearbejde en traumatisk fødsel. Forskning viser, at jordemødre med psykologisk eller terapeutisk efteruddannelse kan støtte kvinder i en effektiv bearbejdning af en traumatisk fødselsoplevelse.
Der foretages studier med EMDR-terapi i forbindelse med PTSD efter en traumatisk fødsel.